# 배니싱 트윈
배니싱 트윈(vanishing twin)은 임신 중에 쌍생아 가운데 하나가 모체에서 부분적으로나 완전히 사라지는 태아를 말한다. 쌍둥이 소실(쌍생아 소실), 태아 흡수(fetal resorption, 태자 흡수)라고도 한다.

## 발생 주기
브로디 의대(Brody School of Medicine)의 소아청소년과 교수이자 이스트캐롤라이나 대학교의 생물학 교수 찰스 보클리지(Charles Boklage)에 따르면, 배니싱 트윈은 여덟 건의 다태아(multifetus) 임신 가운데 최대 하나에서 발생할 수 있으며 대부분의 경우에는 나타나지 않는다.

## 같이 보기
- 뇌성 마비
- 키메라